# 1C busz (Balassagyarmat)
A balassagyarmati 1C jelzésű autóbusz az 1-es busz betétjárata, a Vasútállomás és a Kenessey Albert Kórház között közlekedett munkanapokon. A járatot a városi önkormányzat megrendelésére a Volánbusz üzemeltette. 2025. március 15.-től nem közlekedik.

## Története
Az autóbuszvonal 2014. december 31-ig 1-es jelzéssel közlekedett, 2015. január 1-jétől közlekedik 1C viszonylatszámmal.

## Útvonala
| Kenessey Albert Kórház felé |
| --- |
| Vasútállomás – Bajcsy-Zsilinszky utca – Ady Endre út – Kóvári út – Rákóczi fejedelem út – Civitas Fortissima tér – Rákóczi fejedelem út – Kenessey Albert Kórház |

## Megállóhelyei
| 1C (Vasútállomás – Kenessey Albert Kórház) |                                   |                        |
| Perc (↓)                                   | Megállóhely                       | Átszállási kapcsolatok |
| 0                                          | Vasútállomás végállomás           |                        |
| 2                                          | Madách liget                      | 6A                     |
| 3                                          | Malom                             | 3, 4, 6A               |
| 5                                          | Civitas Fortissima tér            | 4, 6A, 7D              |
| 7                                          | Hunyadi utca                      | 2C, 4, 7               |
| 8                                          | Dózsa György út                   | 7, 8                   |
| 10                                         | Rákóczi út 98.                    | 7                      |
| 12                                         | Kenessey Albert Kórház végállomás |                        |

## Külső hivatkozások
- A Nógrád Volán weboldala. [2014. december 30-i dátummal az eredetiből archiválva].
- Valósidejű utastájékoztatás. Nógrád Volán. [2018. augusztus 21-i dátummal az eredetiből archiválva]. (Hozzáférés: 2016. november 6.)